# Campionati mondiali under 23 di slittino 2021
I Campionati mondiali under 23 di slittino 2021 sono stati la nona edizione della rassegna mondiale under 23 dello slittino, manifestazione organizzata dalla Federazione Internazionale Slittino. Si tennero il 30 e il 31 gennaio 2021 a Schönau am Königssee, in Germania, sulla LOTTO Bayern Eisarena Königssee, all'interno della gara senior che ha assegnato il titolo mondiale assoluto 2021. Sono state disputate gare in tre differenti specialità: nel singolo donne, nel singolo uomini e nel doppio.
A causa della vicenda doping emersa dopo i Giochi olimpici di Soči 2014 e delle sanzioni conseguenti, la squadra nazionale russa non poté prendere parte alla rassegna iridata esibendo il proprio nome, la propria bandiera e il proprio inno nazionale. Tutte le atlete e gli atleti hanno gareggiato sotto la sigla "RLF", acronimo di Russian Luge Federation (Federazione Russa di Slittino).

## Risultati

### Singolo donne
La gara fu disputata il 31 gennaio 2021 nell'arco di due manches all'interno della gara senior e hanno preso parte alla competizione 25 atlete in rappresentanza di 15 differenti nazioni. Campionessa uscente era la tedesca Anna Berreiter, che ha riconfermato il titolo anche in questa edizione, davanti all'austriaca Lisa Schulte, vincitrice della medaglia d'argento, e alla statunitense Ashley Farquharson, cui andò il bronzo.
| Pos. | Atlete             | Nazione     | 1ª manche | 2ª manche       | Totale   | Distacco |
| ---- | ------------------ | ----------- | --------- | --------------- | -------- | -------- |
|      | Anna Berreiter     | Germania    | 50"908    | 51"062          | 1'41"970 | –        |
|      | Lisa Schulte       | Austria     | 51"159    | 51"430          | 1'42"589 | +0"619   |
|      | Ashley Farquharson | Stati Uniti | 51"169    | 51"537          | 1'42"706 | +0"736   |
| 4    | Hannah Prock       | Austria     | 51"297    | 51"434          | 1'42"731 | +0"761   |
| 5    | Madeleine Egle     | Austria     | 50"950    | 51"959          | 1'42"909 | +0"939   |
| 6    | Elīna Ieva Vītola  | Lettonia    | 51"368    | 51"552          | 1'42"920 | +0"950   |
| 7    | Brittney Arndt     | Stati Uniti | 51"437    | 51"647          | 1'43"084 | +1"114   |
| 8    | Carolyn Maxwell    | Canada      | 51"493    | 51"726          | 1'43"219 | +1"249   |
| 9    | Selina Egle        | Austria     | 51"514    | non qualificate | 51"514   | -        |
| 10   | Verena Hofer       | Italia      | 51"564    | non qualificate | 51"564   | -        |

Nota: in grassetto il miglior tempo di manche.

### Singolo uomini
La gara fu disputata il 30 gennaio 2021 nell'arco di due manches all'interno della gara senior e hanno preso parte alla competizione 16 atleti in rappresentanza di 13 differenti nazioni. Campione uscente era l'austriaco Jonas Müller, non iscritto alla competizione, e il titolo è stato vinto dal tedesco Max Langenhan, davanti al connazionale Moritz Elias Bollmann, vincitore della medaglia d'argento, e al lettone Gints Bērziņš, cui andò il bronzo.
| Pos. | Atleti                | Nazione    | 1ª manche | 2ª manche       | Totale   | Distacco |
| ---- | --------------------- | ---------- | --------- | --------------- | -------- | -------- |
|      | Max Langenhan         | Germania   | 48"891    | 49"168          | 1'38"059 | –        |
|      | Moritz Elias Bollmann | Germania   | 49"220    | 49"563          | 1'38"783 | +0"724   |
|      | Gints Bērziņš         | Lettonia   | 49"560    | 49"560          | 1'39"120 | +1"061   |
| 4    | Reid Watts            | Canada     | 49"387    | 49"735          | 1'39"122 | +1"063   |
| 5    | Svante Kohala         | Svezia     | 49"689    | 50"545          | 1'39"234 | +1"175   |
| 6    | Leon Felderer         | Italia     | 49"606    | 50"388          | 1'39"994 | +1"935   |
| 7    | Marián Skupek         | Slovacchia | 50"238    | non qualificati | 50"238   | -        |
| 8    | Eduard-Mihai Crăciun  | Romania    | 50"250    | non qualificati | 50"250   | -        |
| 9    | Jozef Hušla           | Slovacchia | 50"405    | non qualificati | 50"405   | -        |
| 10   | Michael Lejsek        | Rep. Ceca  | 50"513    | non qualificati | 50"513   | -        |

Nota: in grassetto il miglior tempo di manche.

### Doppio
La gara fu disputata il 30 gennaio 2021 nell'arco di due manches all'interno della gara senior e hanno preso parte alla competizione 26 atleti (di cui una coppia non si è presentata alla partenza) in rappresentanza di 11 differenti nazioni. Campioni uscenti, nonché vincitori delle ultime due edizioni, erano i russi Vsevolod Kaškin e Konstantin Koršunov, i quali sono stati squalificati in questa edizione per essersi aiutati con la spinta delle braccia al fine di raggiungere la linea del traguardo, e il titolo è stato conquistato dagli italiani Ivan Nagler e Fabian Malleier, già argento nel 2019 e nel 2020, davanti ai tedeschi Hannes Orlamünder e Paul Gubitz, vincitore della medaglia d'argento, e ai lettoni Mārtiņš Bots e Roberts Plūme cui andò il bronzo, tutti al loro primo podio iridato under 23.
| Pos. | Atleti                                    | Nazione                       | 1ª manche | 2ª manche       | Totale   | Distacco |
| ---- | ----------------------------------------- | ----------------------------- | --------- | --------------- | -------- | -------- |
|      | Ivan Nagler Fabian Malleier               | Italia                        | 50"267    | 50"519          | 1'40"786 | –        |
|      | Hannes Orlamünder Paul Gubitz             | Russia                        | 50"465    | 50"657          | 1'41"122 | +0"336   |
|      | Mārtiņš Bots Roberts Plūme                | Kazakistan                    | 50"807    | 50"701          | 1'41"508 | +0"722   |
| 4    | Tomáš Vaverčák Matej Zmij                 | Slovacchia                    | 50"992    | 50"637          | 1'41"629 | +0"843   |
| 5    | Dmitrji Bučnev Daniil Kilseev             | Federazione Russa di Slittino | 50"881    | 50"822          | 1'41"703 | +0"917   |
| 6    | Juri Gatt Riccardo Schöpf                 | Austria                       | 51"454    | non qualificati | 51"454   | -        |
| 7    | Ihor Stachiv Andrij Lysec'kyj             | Ucraina                       | 51"654    | non qualificati | 51"654   | -        |
| 8    | Ionuț Șișcanu Iulian Oprea                | Moldavia                      | 53"453    | non qualificati | 53"453   | -        |
| -    | Ihor Hoi Myroslav Levkovyč                | Ucraina                       | DNF       | -               | -        | -        |
| -    | Vasile Marian Gîtlan Darius-Lucian Şerban | Romania                       | DNF       | -               | -        | -        |

Nota: in grassetto il miglior tempo di manche. DNF = gara non conclusa (did not finish).

## Medagliere
| Pos.   | Nazione     | Oro | Argento | Bronzo | Totale |
| ------ | ----------- | --- | ------- | ------ | ------ |
| 1      | Germania    | 2   | 2       | 0      | 4      |
| 2      | Italia      | 1   | 0       | 0      | 1      |
| 3      | Austria     | 0   | 1       | 0      | 1      |
| 4      | Lettonia    | 0   | 0       | 2      | 2      |
| 5      | Stati Uniti | 0   | 0       | 1      | 1      |
| Totale | Totale      | 3   | 3       | 3      | 9      |